# Choctaw (Oklahoma)
Choctaw és una ciutat dels Estats Units a l'estat d'Oklahoma. Segons el cens del 2000 tenia 9.377 habitants.

## Demografia
Segons el cens del 2000, Choctaw tenia 9.377 habitants, 3.450 habitatges, i 2.808 famílies. La densitat de població era de 133,7 habitants per km².
Dels 3.450 habitatges en un 35,9% hi vivien nens de menys de 18 anys, en un 68% hi vivien parelles casades, en un 9,5% dones solteres, i en un 18,6% no eren unitats familiars. En el 16,2% dels habitatges hi vivien persones soles el 6% de les quals corresponia a persones de 65 anys o més que vivien soles. El nombre mitjà de persones vivint en cada habitatge era de 2,69 i el nombre mitjà de persones que vivien en cada família era de 2,99.
Per edats la població es repartia de la següent manera: un 25,9% tenia menys de 18 anys, un 7,6% entre 18 i 24, un 28,7% entre 25 i 44, un 27,3% de 45 a 60 i un 10,6% 65 anys o més.
L'edat mediana era de 38 anys. Per cada 100 dones de 18 o més anys hi havia 94,1 homes.
La renda mediana per habitatge era de 49.291 $ i la renda mediana per família de 55.437 $. Els homes tenien una renda mediana de 36.540 $ mentre que les dones 27.914 $. La renda per capita de la població era de 21.041 $. Entorn del 3,7% de les famílies i el 5,9% de la població estaven per davall del llindar de pobresa.

## Poblacions més properes
El següent diagrama mostra les poblacions més properes.